# Guan Xing
Guan Xing (193-234) était le second fils du général Guan Yu et frère de sang de Zhang Bao, le fils aîné de Zhang Fei.
Étant jeune, il s'entraîna tôt dans les domaines des arts martiaux et de la cavalerie. Alors aux côtés de son père dans la défense de la province de Jing, il fut envoyé à Chengdu afin d'annoncer la victoire de Guan Yu sur les sept armées de Yu Jin à Fancheng.
Après la mort de son père, il vint joindre l’expédition vengeresse contre les Wu en l'an 221. Il fit alors un serment du sang avec Zhang Bao, et ensemble, ils servirent Liu Bei à titre de garde du corps. Puis, prenant part aux combats, il contribua grandement à la victoire sur les forces de Sun Huan, notamment en tuant Li Yi et en capturant Tan Xiong. Puis, toujours dans la même expédition, il tua Pan Zhang, son ennemi juré.
Plus tard, en l'an 227, il accompagna Zhuge Liang dans sa campagne septentrionale contre les Wei en tant que Gardien de la Droite avec titre honorifique de Général « Dragon Fier ». Toujours aux côtés de Zhang Bao et selon les plans de Zhuge Liang, il parvint à prendre la ville de Nanan. Il marqua également une victoire contre les tribus Qiang, alors alliés aux Wei, en tuant Yue Ji, puis fit fuir Sima Yi aux Collines Wugong, feignant une embuscade massive. Peu après, il fut de nouveau actif dans les campagnes septentrionales suivantes, mais mourut toutefois de la maladie en l'an 234.
Il est le petit frère de Guan Ping et le grand frère de Guan Suo et de Guan Yinping.